# Baeolophus atricristatus
Baeolophus atricristatus е вид птица от семейство Paridae.

## Разпространение
Видът е разпространен в Мексико и САЩ.